# Memoriał Eugeniusza Nazimka 2003
Memoriał im. Eugeniusza Nazimka 2003 – 20. edycja turnieju w celu uczczenia pamięci polskiego żużlowca Eugeniusza Nazimka, który odbył się dnia 29 czerwca 2003 roku. Turniej wygrał Maciej Kuciapa.

## Wyniki
- Stadion Stali Rzeszów, 29 czerwca 2003
- NCD: Maciej Kuciapa – 68,12 w wyścigu 5
- Sędzia: Piotr Lis

| Msc. | Zawodnik               | Klub         | Pkt  |               |  |
| ---- | ---------------------- | ------------ | ---- | ------------- |  |
| 1    | (1) Maciej Kuciapa     | Rzeszów      | 14   | (3,3,3,2,3)   |  |
| 2    | (5) Piotr Winiarz      | Rzeszów      | 13+3 | (3,1,3,3,3)   |  |
| 3    | (9) Janusz Kołodziej   | Tarnów       | 13+2 | (2,2,3,3,3)   |  |
| 4    | (4) Rafał Dobrucki     | Leszno       | 12   | (2,3,3,2,2)   |  |
| 5    | (10) Rafał Trojanowski | Rzeszów      | 10   | (3,3,2,2,d)   |  |
| 6    | (8) Stanisław Burza    | Tarnów       | 10   | (2,2,2,2,2)   |  |
| 7    | (14) Andrzej Huszcza   | Zielona Góra | 9    | (3,1,1,3,1)   |  |
| 8    | (13) Janusz Ślączka    | Krosno       | 6    | (2,0,0,3,1)   |  |
| 9    | (6) Adam Pawliczek     | Rybnik       | 6    | (1,2,wsu,0,3) |  |
| 10   | (11) Łukasz Golonka    | Rzeszów      | 6    | (wu,3,2,1,wu) |  |
| 11   | (15) Karol Baran       | Rzeszów      | 6    | (1,2,1,1,1)   |  |
| 12   | (7) Tomasz Rempała     | Tarnów       | 5    | (0,1,1,1,2)   |  |
| 13   | (2) Grzegorz Knapp     | Lublin       | 3    | (1,d,2)       |  |
| 14   | (16) Mariusz Fierlej   | Łódź         | 3    | (0,1,1,1,dst) |  |
| 15   | (3) Roman Chromik      | Rybnik       | 2    | (d,0,d,d,2)   |  |
| 16   | (12) Jerzy Mordel      | Lublin       | 1    | (1,0,0,d,0)   |  |
|      | rez. Piotr Prucnal     | Rzeszów      |      | (0)           |  |
|      | rez. Tomasz Kliś       | Rzeszów      |      | (1)           |  |

Bieg po biegu
1. [69,05] Kuciapa, Dobrucki, Knapp, Chromik
2. [69,71] Winiarz, Burza, Pawliczek, T.Rempała
3. [70,17] Trojanowski, Kołodziej, Mordel, Golonka
4. [70,37] Huszcza, Ślączka, Baran, Fierlej
5. [68,12] Kuciapa, Kołodziej, Winiarz, Ślączka
6. [69,78] Trojanowski, Pawliczek, Huszcza, Knapp
7. [69,75] Golonka, Baran, T. Rempała, Chromik
8. [69,49] Dobrucki, Burza, Fierlej, Mordel
9. [69,82] Kuciapa, Golonka, Fierlej, Pawliczek
10. [70,43] Winiarz, Knapp, Baran, Mordel
11. [69,35] Kołodziej, Burza, Huszcza, Chromik
12. [70,43] Dobrucki, Trojanowski, T. Rempała, Ślączka
13. [70,35] Huszcza, Kuciapa, T. Rempała, Mordel
14. [70,85] Ślączka, Burza, Golonka, Prucnal Prucnal za Knappa
15. [70,35] Winiarz, Trojanowski, Fierlej, Chromik
16. [69,44] Kołodziej, Dobrucki, Baran, Pawliczek
17. [70,25] Kuciapa, Burza, Baran, Trojanowski
18. [71,84] Kołodziej, T. Rempała, Kliś, Fierlej Kliś za Knappa
19. [70,46] Pawliczek, Chromik, Ślączka, Mordel
20. [71,22] Winiarz, Dobrucki, Huszcza, Golonka
21. Wyścig dodatkowy: Winiarz, Kołodziej